# Ficus flagellaris
Ficus flagellaris är en mullbärsväxtart som beskrevs av Friedrich Ludwig Diels. Ficus flagellaris ingår i släktet fikonsläktet, och familjen mullbärsväxter. Inga underarter finns listade i Catalogue of Life.